# 이경근 (배우)
이경근(1972년 12월 12일~)은 대한민국의 배우이다. 1997년 연극 《에쿠스》로 데뷔하였다.

## 출연작

### 영화
- 2006년 《뚝방전설》... 상춘파 3 역
- 2005년 《공공의 적 2》... 수술실 앞 형사 역
- 2004년 《귀신이 산다》... 구청 직원 역
- 2003년 《실미도》... 재식 역
- 2001년 《세이 예스》... 전경 1 역

### 뮤지컬
- 2007년 《해어화》
- 2002년 《캬바레》
- 2002년 《겜블러》
- 2002년 《몽류도원도》
- 2001년 《키스 미 게이트》

### 연극
- 1997년 《에쿠스》